# Libertia edgariae
Libertia edgariae là một loài thực vật có hoa trong họ Diên vĩ. Loài này được Blanchon, B.G.Murray & Braggins mô tả khoa học đầu tiên năm 2002.